# Úvodní cross country Koroka

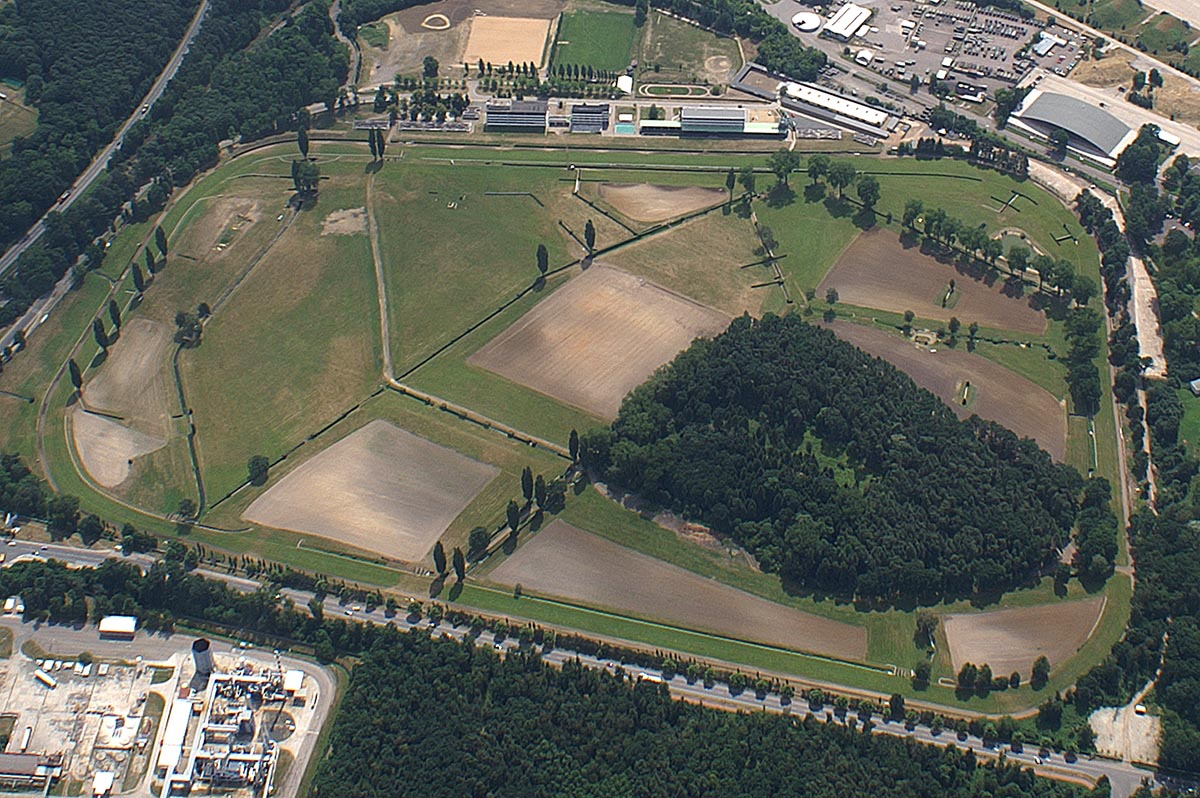
Dostihové závodiště v Pardubicích

Úvodní cross country Koroka je překážkový dostih (steeplechase), který se každoročně běhá na začátku překážkové sezony na dostihovém závodišti v Pardubicích. Nese jméno trojnásobného vítěze Velké pardubické Koroka. Běhá se na trati dlouhé 4,5 kilometru. Jeho termínem je nyní státní svátek 8. května, dříve se ale konal i na podzim a sloužil jako kvalifikace na Velkou pardubickou.

## Historie
Dostih vznikl v roce 1963, tedy dřív, než Korok poprvé uspěl ve Velké pardubické. Jeho jméno proto získal později. V minulosti se dostih jmenoval také Cena Dne vítězství, Cena Vojtěcha z Pernštejna atd.
Konal se každoročně s výjimkou let 1964, 1965, 1975 a 2021, v roce 2020 byl kvůli pandemii covidu přesunutý až na červen.

## Přehled vítězů
| Rok  | Vítězný kůň     | Jezdec         | Trenér            |
| ---- | --------------- | -------------- | ----------------- |
| 2023 | Lodgian Whistle | Josef Bartoš   | Josef Váňa        |
| 2022 | Night Moon      | Jan Faltejsek  | Pavel Tůma        |
| 2020 | Dusigrosz       | Josef Bartoš   | Josef Váňa        |
| 2019 | Ange Guardian   | Jiří Kousek    | Josef Váňa        |
| 2018 | Izynka          | Lukáš Matuský  | Čestmír Olehla    |
| 2017 | Tymian          | Jan Odložil    | Antonín Novák     |
| 2016 | Power Zar       | Josef Váňa ml. | Josef Váňa        |
| 2015 | Ribelino        | Pavel Kašný    | Stanislav Kovář   |
| 2014 | Borderland      | Marek Stromský | Stanislav Popelka |
| 2013 | Zarif           | Josef Váňa ml. | Josef Váňa        |
| 2012 | Charley         | Josef Váňa ml. | Josef Váňa        |
| 2011 | Caland          | Josef Bartoš   | Josef Váňa        |